# Vicky Metcalf Award
Der Vicky Metcalf Award ist einer der renommiertesten kanadischen Literaturpreise.
Der Preis wird an Schriftsteller vergeben, deren Werk die kanadische Jugend inspiriert.
Der Preis wird seit 1963 jährlich verliehen. Er ist nach Vicky Metcalf benannt.
2002 wurde der Preis von der kanadischen Schriftstellervereinigung an den Writers’ Trust of Canada übergeben.

## Preisträger
- 1963: Kerry Wood
- 1964: John F. Hayes
- 1965: Roderick Haig-Brown
- 1966: Fred Savage
- 1967: John Patrick Gillese
- 1968: Lorraine McLaughlin
- 1969: Audrey McKim
- 1970: Farley Mowat
- 1971: Kay Hill
- 1972: William Toye
- 1973: Christie Harris
- 1974: Jean Little
- 1975: Lyn Harrington
- 1976: Suzanne Martel
- 1977: James Houston
- 1978: Lyn Cook
- 1979: Cliff Faulknor
- 1980: John Craig
- 1981: Monica Hughes
- 1982: Janet Lunn
- 1983: Claire Mackay
- 1984: Bill Freeman
- 1985: Edith Fowke
- 1986: Dennis Lee
- 1987: Robert Munsch
- 1988: Barbara Smucker
- 1989: Stéphane Poulin
- 1990: Bernice Thurman Hunter
- 1991: Brian Doyle
- 1992: Kevin Major
- 1993: Phoebe Gilman
- 1994: Welwyn Wilton Katz
- 1995: Sarah Ellis
- 1996: Margaret Buffie
- 1997: Tim Wynne-Jones
- 1998: Kit Pearson
- 1999: Joan Clark
- 2000: Sheree Fitch
- 2001: Linda Granfield
- 2002: Julie Johnston
- 2003: Roslyn Schwartz
- 2004: Deborah Ellis
- 2005: Marie-Louise Gay
- 2006: Kenneth Oppel
- 2007: Martha Brooks
- 2008: Michael Kusugak
- 2009: Marthe Jocelyn
- 2010: Polly Horvath
- 2011: Iain Lawrence
- 2012: Paul Yee
- 2013: Barbara Reid
- 2014: Cary Fagan
- 2015: Jan Thornhill
- 2016: Alan Cumyn
- 2017: Ruby Slipperjack
- 2018: Christopher Paul Curtis
- 2019: Susin Nielsen